# Coupe du monde de BMX 2011
Navigation
2010 2012
La 9e édition de la coupe du monde de BMX a débuté le 8 avril à Pietermaritzburg en Afrique du Sud et s'est terminée le 1er octobre 2011 à Chula Vista aux États-Unis. Elle aurait dû être composée de cinq manches pour les hommes et les femmes mais en juillet l'UCI annonce l'annulation de la manche initialement prévue à Sarasota. 

## Hommes élites

### Résultats
| #  | Lieu             | Date                       | Vainqueur      | Deuxième              | Troisième     | Leader du classement général |
| -- | ---------------- | -------------------------- | -------------- | --------------------- | ------------- | ---------------------------- |
| 1. | Pietermaritzburg | 8-9 avril                  | Corben Sharrah | Khalen Young          | Joris Daudet  | Corben Sharrah               |
| 2. | Papendal         | 27-28 mai                  | Marc Willers   | Jelle van Gorkom      | Joris Daudet  | Joris Daudet                 |
| 3. | Londres          | 19-20 août                 | Marc Willers   | Joris Daudet          | Nicholas Long | Joris Daudet                 |
| 4. | Chula Vista      | 30 septembre - 1er octobre | Connor Fields  | Raymon van der Biezen | David Herman  | Joris Daudet                 |

### Classement général
| Pos | Coureur               | Pts |
| --- | --------------------- | --- |
| 1   | Joris Daudet          | 631 |
| 2   | Marc Willers          | 504 |
| 3   | Raymon van der Biezen | 497 |
| 4   | Jelle van Gorkom      | 493 |
| 5   | Tory Nyhaug           | 440 |
| 6   | Sam Willoughby        | 434 |
| 7   | Nicholas Long         | 390 |
| 8   | David Herman          | 389 |
| 9   | Khalen Young          | 355 |
| 10  | Connor Fields         | 349 |

## Femmes élites

### Résultats
| #  | Lieu             | Date                       | Vainqueur       | Deuxième            | Troisième         | Leader du classement général |
| -- | ---------------- | -------------------------- | --------------- | ------------------- | ----------------- | ---------------------------- |
| 1. | Pietermaritzburg | 8-9 avril                  | Manon Valentino | Maria Gabriela Diaz | Sarah Walker      | Manon Valentino              |
| 2. | Papendal         | 27-28 mai                  | Sarah Walker    | Romana Labounkova   | Caroline Buchanan | Sarah Walker                 |
| 3. | Londres          | 19-20 août                 | Shanaze Reade   | Sarah Walker        | Lauren Reynolds   | Sarah Walker                 |
| 4. | Chula Vista      | 30 septembre - 1er octobre | Arielle Martin  | Brooke Crain        | Mariana Pajón     | Sarah Walker                 |

### Classement général
| Pos | Coureuse          | Pts |
| --- | ----------------- | --- |
| 1   | Sarah Walker      | 700 |
| 2   | Magalie Pottier   | 571 |
| 3   | Mariana Pajón     | 527 |
| 4   | Caroline Buchanan | 513 |
| 5   | Arielle Martin    | 485 |
| 6   | Brooke Crain      | 440 |
| 7   | Manon Valentino   | 392 |
| 8   | Lauren Reynolds   | 363 |
| 9   | Melinda McLeod    | 354 |
| 10  | Jana Horáková     | 334 |